# Javier Loaiza
Javier Ricardo Loaiza Masís (San José, 28 de marzo de 1984)  es un futbolista costarricense que se desempeña como lateral derecho o izquierdo y actualmente milita en el Club Sport Cartaginés de la Primera División de Costa Rica.

## Trayectoria
Loaiza es un jugador que realizó sus ligas menores en Alajuelense y luego sus juveniles en el Deportivo Saprissa.

## Carmelita
Debutó con la Asociación Deportiva Carmelita en el año 2009.

## Saprissa
Siempre en el 2009, Loaiza se unió al Deportivo Saprissa donde jugó dos temporadas. 
Con el equipo morado alcanzó el título del Verano 2010 el 15 de mayo de 2010 luego de imponerse a la final a la Asociación Deportiva San Carlos con un contundente global de 7-2 (2-4 en la ida en San Carlos) y (3-0 en la vuelta en Tibás).
Loaiza convirtió el segundo gol en el partido de vuelta al minuto 72, con un fuerte cabezazo desde el punto de penal logró incrustar su remate en el ángulo raso de la cabaña.

## Pérez Zeledón
Luego de jugar con Saprissa tomó rumbo al sur del país para jugar una temporada con el Municipal Pérez Zeledón. Ahí participó en 9 partidos y anotó solamente un gol en la paliza 7-1 sobre el Puntarenas FC el 2 de octubre de 2011.

## Santos de Guápiles
Tras su paso en Pérez Zeledón, fichó por el Santos de Guápiles donde disputó cuatro temporadas, fue referente del equipo y capitán.
Con el equipo santista jugó un total de 138 partidos y anotó 8 goles.

## Alajuelense
El 2 de julio se anuncia que firma con Liga Deportiva Alajuelense.

## Clubes
| Club                       | País       | Año               |
| -------------------------- | ---------- | ----------------- |
| Carmelita                  | Costa Rica | 2009              |
| Deportivo Saprissa         | Costa Rica | 2009 - 2011       |
| Pérez Zeledón              | Costa Rica | 2011 - 2012       |
| Santos de Guápiles         | Costa Rica | 2012 - 2015       |
| Liga Deportiva Alajuelense | Costa Rica | 2015 - 2016       |
| San Carlos                 | Costa Rica | 2016 - Actualidad |

## Palmarés

### Títulos como jugador
| Título             | Club               | Resultado |
| ------------------ | ------------------ | --------- |
| Torneo Verano 2010 | Deportivo Saprissa | Campeón   |